# Eazel
A Eazel era uma empresa de desenvolvimento de software de Mountain View, California, fundada em 1999 e extinta em 2001.
A empresa tinha empregados oriundos da Apple Computer, Netscape, Be Inc., Linuxcare, Microsoft, Red Hat e Sun Microsystems, entre outras empresas. Mike Boich era o diretor executivo; Bud Tribble era o vice-presidente de engenharia; Andy Hertzfeld era o principal designer; e Darin Adler era o chefe de desenvolvimento. Susan Kare, autora dos ícones originais do Macintosh, foi contratada para desenhar iconografia baseada em vectores.
A principal realização do Eazel foi o gestor de ficheiros Nautilus, criado para o ambiente de trabalho GNOME. O seu plano de negócios envolvia a monetização de serviços online a serem oferecidos através do Nautilus, como o armazenamento de ficheiros, mas não o conseguiram fazer antes de o capital de risco se esgotar. Em 13 de março de 2001, a Eazel lançou o Nautilus 1.0 e, ao mesmo tempo, despediu a maior parte dos seus empregados. A Eazel tentou vender a sua equipa principal de programadores, mas a empresa faliu em maio de 2001. O gerenciador de arquivos Nautilus continuou a ser atualizado pela comunidade de software livre.